# Bahnstrecke Appenzell–St. Gallen–Trogen
| ABe 8/12 zwischen Schülerhaus und Notkersegg, im Hintergrund Stadt St. Gallen. |                                                                                             |                                            |                                            |
| |                                                                                             |                                            |                                            |
| Streckennummer (BAV): | 855 (St. Gallen–Gais–Appenzell) 859 (St. Gallen–Trogen)                                     |                                            |                                            |
| Fahrplanfeld: | 855                                                                                         |                                            |                                            |
| Streckenlänge: | 29,72 km                                                                                    |                                            |                                            |
| Spurweite: | 1000 mm (Meterspur)                                                                         |                                            |                                            |
| Stromsystem: | Appenzell–St. Gallen: 1500 V = St. Gallen–Schülerhaus: 600 V = Schülerhaus–Trogen: 1500 V = |                                            |                                            |
| Maximale Neigung: | 80 ‰                                                                                        |                                            |                                            |
| Minimaler Radius: | 25 m                                                                                        |                                            |                                            |
| Zahnstangensystem: | (ehem. Riggenbach, Strub und Von Roll)                                                      |                                            |                                            |
| |                                                                                             |                                            |                                            |
| \| \| \| AB von Gossau SG \| \| \| \| 20,06 \| Appenzell Endpunkt S 20 S 21 \| 786 m ü. M. \| \| \| \| AB nach Wasserauen \| \| \| \| \| Sitterviadukt (296 m) \| \| \| \| \| \| \| \| \| \| Beginn Zahnstange (bis 1978) \| \| \| \| \| Hirschberg (64 m) \| \| \| \| \| Ende Zahnstange (bis 1978) \| \| \| \| \| \| \| \| \| 18,40 \| Hirschberg \| 820 m ü. M. \| \| \| 16,12 \| Sammelplatz Scheitelpunkt \| 928 m ü. M. \| \| \| \| Beginn Zahnstange (bis 1977/78) \| \| \| \| \| Ende Zahnstange (bis 1977/78) \| \| \| \| \| Kantonsgrenze AI–AR \| \| \| \| \| AB von Altstätten SG \| \| \| \| 13,91 \| Gais Depot und Werkstätte \| 915 m ü. M. \| \| \| 13,37 \| Zweibrücken \| 907 m ü. M. \| \| \| \| Eggli (geplant) \| \| \| \| 12,05 \| Strahlholz \| 875 m ü. M. \| \| \| \| Beginn Zahnstange (bis 1983) \| \| \| \| \| Ende Zahnstange (bis 1983) \| \| \| \| 10,63 \| Bühler \| 825 m ü. M. \| \| \| 9,25 \| Steigbach \| 812 m ü. M. \| \| \| \| Goldibach (94 m) \| \| \| \| \| Beginn Zahnstange (bis 1976) \| \| \| \| \| Ende Zahnstange (bis 1976) \| \| \| \| 7,16 \| Teufen AR Endpunkt S 22 \| 833 m ü. M. \| \| \| \| Beginn Zahnstange (bis 1909) \| \| \| \| \| Ende Zahnstange (bis 1909) \| \| \| \| 6,32 \| Teufen AR Stofel \| 836 m ü. M. \| \| \| 5,77 \| Sternen bei Teufen \| 831 m ü. M. \| \| \| 5,15 \| Niederteufen \| 831 m ü. M. \| \| \| \| Beginn Zahnstange (bis 1985) \| \| \| \| \| Ende Zahnstange (bis 1985) \| \| \| \| 3,86 \| Lustmühle \| 771 m ü. M. \| \| \| \| Beginn Zahnstange (bis 1932) \| \| \| \| \| Ende Zahnstange (bis 1932) \| \| \| \| \| Fehlerprofil -0.14 (seit 2018) \| \| \| \| \| Kantonsgrenze AR–SG \| \| \| \| [Anm. 1] \| Liebegg \| 740 m ü. M. \| \| \| [Anm. 2] \| \| \| \| \| 2,22 \| St. Gallen Riethüsli bis 2018 \| 749 m ü. M. \| \| \| 2,01 \| St. Gallen Riethüsli seit 2018 \| St. Gallen Riethüsli seit 2018 \| \| \| 2,00 \| Beginn Zahnstange (bis 2018) \| Beginn Zahnstange (bis 2018) \| \| \| \| Ruckhaldetunnel (seit 2018) 725 m \| \| \| \| 1,00 \| Ende Zahnstange (bis 2018) \| Ende Zahnstange (bis 2018) \| \| \| \| \| \| \| \| \| SBB von Winterthur und SOB von Wattwil \| \| \| \| \| St. Gallen Güterbahnhof (seit Ende 2021)[1] \| \| \| \| \| neue Linienführung (seit Ende 2021) \| \| \| \| \| \| \| \| \| \| St. Leonards-Brücke \| \| \| \| \| Zufahrt St. Gallen SGA (bis 2018) \| \| \| \| \| Gleiswechsel (seit 2018) \| \| \| \| 0,00 \| St. Gallen AB \| 669 m ü. M. \| \| \| \| St. Gallen \| 670 m ü. M. \| \| \| 0,27 \| St. Gallen Rathaus bis 2016[2] \| 670 m ü. M. \| \| \| \| SBB nach Rorschach und SOB nach Romanshorn \| \| \| \| 0,83 \| St. Gallen Marktplatz \| 668 m ü. M. \| \| \| 1,13 \| St. Gallen Spisertor \| 668 m ü. M. \| \| \| 1,75 \| St. Gallen Schülerhaus \| 695 m ü. M. \| \| \| 2,33 \| St. Gallen Birnbäumen (seit 2009) \| 725 m ü. M. \| \| \| 2,60 \| St. Gallen Tivoli (bis 1982) \| 754 m ü. M. \| \| \| 3,13 \| St. Gallen Notkersegg \| 782 m ü. M. \| \| \| \| Kurzegg (nur talwärts) \| \| \| \| 4,52 \| Schwarzer Bären \| 855 m ü. M. \| \| \| 5,31 \| Rank (bis Dezember 2018) \| 863 m ü. M. \| \| \| \| Kantonsgrenze SG–AR \| \| \| \| 6,50 \| Vögelinsegg \| 938 m ü. M. \| \| \| 6,75 \| Scheitelpunkt \| 956 m ü. M. \| \| \| 7,25 \| Schützengarten \| 935 m ü. M. \| \| \| 7,64 \| Speicher Depot und Werkstätte \| 924 m ü. M. \| \| \| 8,48 \| Bendlehn \| 928 m ü. M. \| \| \| 9,27 \| Gfeld \| 917 m ü. M. \| \| \| 9,80 \| Trogen Endpunkt S 20 S 21 S 22 \| 915 m ü. M. \| |                                                                                             |                                            |                                            |
| Strecke |                                                                                             | AB von Gossau SG                           | AB von Gossau SG                           |
| Bahnhof | 20,06                                                                                       | Appenzell Endpunkt S 20 S 21               | 786 m ü. M.                                |
| Abzweig geradeaus und nach rechts |                                                                                             | AB nach Wasserauen                         | AB nach Wasserauen                         |
| Brücke über Wasserlauf |                                                                                             | Sitterviadukt (296 m)                      | Sitterviadukt (296 m)                      |
| |                                                                                             |                                            |                                            |
| Strecke |                                                                                             | Beginn Zahnstange (bis 1978)               | Beginn Zahnstange (bis 1978)               |
| Brücke |                                                                                             | Hirschberg (64 m)                          | Hirschberg (64 m)                          |
| Strecke |                                                                                             | Ende Zahnstange (bis 1978)                 | Ende Zahnstange (bis 1978)                 |
| |                                                                                             |                                            |                                            |
| Haltepunkt / Haltestelle | 18,40                                                                                       | Hirschberg                                 | 820 m ü. M.                                |
| Bahnhof | 16,12                                                                                       | Sammelplatz Scheitelpunkt                  | 928 m ü. M.                                |
| |                                                                                             | Beginn Zahnstange (bis 1977/78)            |                                            |
| |                                                                                             | Ende Zahnstange (bis 1977/78)              |                                            |
| Grenze |                                                                                             | Kantonsgrenze AI–AR                        | Kantonsgrenze AI–AR                        |
| Abzweig geradeaus und von rechts |                                                                                             | AB von Altstätten SG                       | AB von Altstätten SG                       |
| Bahnhof | 13,91                                                                                       | Gais Depot und Werkstätte                  | 915 m ü. M.                                |
| Haltepunkt / Haltestelle | 13,37                                                                                       | Zweibrücken                                | 907 m ü. M.                                |
| ehemaliger Dienststation / Betriebs- oder Güterbahnhof |                                                                                             | Eggli (geplant)                            | Eggli (geplant)                            |
| Haltepunkt / Haltestelle | 12,05                                                                                       | Strahlholz                                 | 875 m ü. M.                                |
| |                                                                                             | Beginn Zahnstange (bis 1983)               |                                            |
| |                                                                                             | Ende Zahnstange (bis 1983)                 |                                            |
| Bahnhof | 10,63                                                                                       | Bühler                                     | 825 m ü. M.                                |
| Bahnhof | 9,25                                                                                        | Steigbach                                  | 812 m ü. M.                                |
| Brücke |                                                                                             | Goldibach (94 m)                           | Goldibach (94 m)                           |
| |                                                                                             | Beginn Zahnstange (bis 1976)               |                                            |
| |                                                                                             | Ende Zahnstange (bis 1976)                 |                                            |
| Kopfbahnhof mit U-Bahn Streckenende und Streckenanfang | 7,16                                                                                        | Teufen AR Endpunkt S 22                    | 833 m ü. M.                                |
| |                                                                                             | Beginn Zahnstange (bis 1909)               |                                            |
| |                                                                                             | Ende Zahnstange (bis 1909)                 |                                            |
| Haltepunkt / Haltestelle | 6,32                                                                                        | Teufen AR Stofel                           | 836 m ü. M.                                |
| Haltepunkt / Haltestelle | 5,77                                                                                        | Sternen bei Teufen                         | 831 m ü. M.                                |
| Bahnhof | 5,15                                                                                        | Niederteufen                               | 831 m ü. M.                                |
| |                                                                                             | Beginn Zahnstange (bis 1985)               |                                            |
| |                                                                                             | Ende Zahnstange (bis 1985)                 |                                            |
| Bahnhof | 3,86                                                                                        | Lustmühle                                  | 771 m ü. M.                                |
| |                                                                                             | Beginn Zahnstange (bis 1932)               |                                            |
| |                                                                                             | Ende Zahnstange (bis 1932)                 |                                            |
| Kilometer-Wechsel |                                                                                             | Fehlerprofil -0.14 (seit 2018)             | Fehlerprofil -0.14 (seit 2018)             |
| Grenze |                                                                                             | Kantonsgrenze AR–SG                        | Kantonsgrenze AR–SG                        |
| Dienststation / Betriebs- oder Güterbahnhof | [ Anm. 1 ]                                                                                  | Liebegg                                    | 740 m ü. M.                                |
| | [ Anm. 2 ]                                                                                  |                                            |                                            |
| Strecke · Haltepunkt / Haltestelle (Strecke außer Betrieb) | 2,22                                                                                        | St. Gallen Riethüsli bis 2018              | 749 m ü. M.                                |
| Haltepunkt / Haltestelle · Strecke (außer Betrieb) | 2,01                                                                                        | St. Gallen Riethüsli seit 2018             | St. Gallen Riethüsli seit 2018             |
| Tunnelanfang | 2,00                                                                                        | Beginn Zahnstange (bis 2018)               | Beginn Zahnstange (bis 2018)               |
| Strecke (im Tunnel) |                                                                                             | Ruckhaldetunnel (seit 2018) 725 m          | Ruckhaldetunnel (seit 2018) 725 m          |
| Tunnelende | 1,00                                                                                        | Ende Zahnstange (bis 2018)                 | Ende Zahnstange (bis 2018)                 |
| |                                                                                             |                                            |                                            |
| Strecke von links |                                                                                             | SBB von Winterthur und SOB von Wattwil     | SBB von Winterthur und SOB von Wattwil     |
| Strecke (außer Betrieb) · Bahnhof · Strecke |                                                                                             | St. Gallen Güterbahnhof (seit Ende 2021)   | St. Gallen Güterbahnhof (seit Ende 2021)   |
| Strecke (außer Betrieb) · Strecke · Strecke |                                                                                             | neue Linienführung (seit Ende 2021)        | neue Linienführung (seit Ende 2021)        |
| Strecke |                                                                                             |                                            |                                            |
| |                                                                                             | St. Leonards-Brücke                        |                                            |
| Strecke |                                                                                             | Zufahrt St. Gallen SGA (bis 2018)          | Zufahrt St. Gallen SGA (bis 2018)          |
| Strecke (außer Betrieb) · Überleitstelle / Spurwechsel · Strecke |                                                                                             | Gleiswechsel (seit 2018)                   | Gleiswechsel (seit 2018)                   |
| Kopfbahnhof Streckenende (Strecke außer Betrieb) · Kopfbahnhof mit U-Bahn Streckenende und Streckenanfang · Strecke | 0,00                                                                                        | St. Gallen AB                              | 669 m ü. M.                                |
| U-Bahn-Strecke · Bahnhof |                                                                                             | St. Gallen                                 | 670 m ü. M.                                |
| ehemaliger U-Bahn-Dienststation / Betriebs- oder Güterbahnhof · Strecke | 0,27                                                                                        | St. Gallen Rathaus bis 2016                | 670 m ü. M.                                |
| U-Bahn-Strecke · Strecke nach links |                                                                                             | SBB nach Rorschach und SOB nach Romanshorn | SBB nach Rorschach und SOB nach Romanshorn |
| U-Bahn-Haltepunkt / Haltestelle | 0,83                                                                                        | St. Gallen Marktplatz                      | 668 m ü. M.                                |
| U-Bahn-Haltepunkt / Haltestelle | 1,13                                                                                        | St. Gallen Spisertor                       | 668 m ü. M.                                |
| U-Bahn-Kopfbahnhof mit Eisenbahn Streckenende und Streckenanfang | 1,75                                                                                        | St. Gallen Schülerhaus                     | 695 m ü. M.                                |
| Haltepunkt / Haltestelle | 2,33                                                                                        | St. Gallen Birnbäumen (seit 2009)          | 725 m ü. M.                                |
| ehemaliger Haltepunkt / Haltestelle | 2,60                                                                                        | St. Gallen Tivoli (bis 1982)               | 754 m ü. M.                                |
| Bahnhof | 3,13                                                                                        | St. Gallen Notkersegg                      | 782 m ü. M.                                |
| ehemaliger Haltepunkt / Haltestelle |                                                                                             | Kurzegg (nur talwärts)                     | Kurzegg (nur talwärts)                     |
| Bahnhof | 4,52                                                                                        | Schwarzer Bären                            | 855 m ü. M.                                |
| ehemaliger Haltepunkt / Haltestelle | 5,31                                                                                        | Rank (bis Dezember 2018)                   | 863 m ü. M.                                |
| Grenze |                                                                                             | Kantonsgrenze SG–AR                        | Kantonsgrenze SG–AR                        |
| Bahnhof | 6,50                                                                                        | Vögelinsegg                                | 938 m ü. M.                                |
| Kulminations-/Scheitelpunkt | 6,75                                                                                        | Scheitelpunkt                              | 956 m ü. M.                                |
| Haltepunkt / Haltestelle | 7,25                                                                                        | Schützengarten                             | 935 m ü. M.                                |
| Bahnhof | 7,64                                                                                        | Speicher Depot und Werkstätte              | 924 m ü. M.                                |
| Bahnhof | 8,48                                                                                        | Bendlehn                                   | 928 m ü. M.                                |
| Haltepunkt / Haltestelle | 9,27                                                                                        | Gfeld                                      | 917 m ü. M.                                |
| Kopfbahnhof Streckenende | 9,80                                                                                        | Trogen Endpunkt S 20 S 21 S 22             | 915 m ü. M.                                |

Die Bahnstrecke Appenzell–St. Gallen–Trogen, auch als Durchmesserlinie bezeichnet, ist eine meterspurige Schmalspurbahn in den Kantonen Appenzell Inner- und Ausserrhoden und in der Stadt St. Gallen, die 2018 aus zwei unterschiedlichen Streckenästen zusammengefügt wurde. Die Strecke gilt auf verschiedenen Abschnitten, insbesondere in St. Gallen und Teufen, als Strassenbahn. Die beiden Äste wurden 1894 bis 1904 von der Appenzeller-Strassenbahn-Gesellschaft (ASt) und der Trogenerbahn (TB) erbaut.
Die mit einer Steigung von bis zu 80 Promille steilste Adhäsionsbahn der Schweiz bildet einen Teil des Meterspurnetzes der Appenzeller Bahnen (AB), die auf ihr verkehrenden Linien gehören zur S-Bahn St. Gallen.

## Entstehung

### Vorgängerbahnen

#### St. Gallen-Gais-Appenzell-Bahn

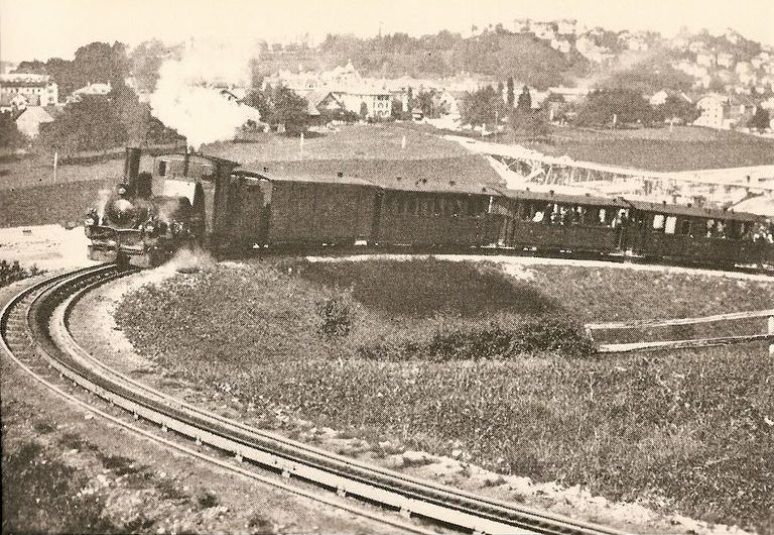
Zug der Appenzeller Strassenbahn um 1910 in der Ruckhalde.

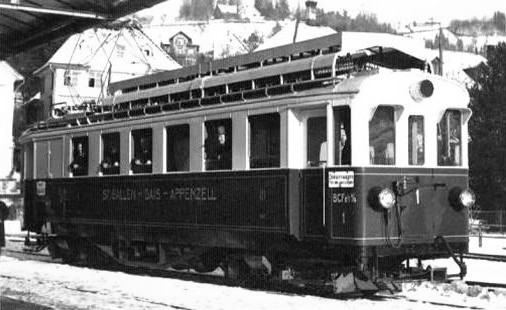
Die fünf BCFeh 4/4 beherrschten nach der Elektrifizierung fünfzig Jahre lang das Bild der SGA.

Durch die ehemalige Appenzeller Strassenbahn-Gesellschaft (ASt) wurde am 1. Oktober 1889 die Strecke von St. Gallen nach Gais eröffnet, die im Volksmund Gaiserbahn genannt wird. Die Fortsetzung von Gais nach Appenzell folgte am 1. Juli 1904. Die Strecke wies sieben Zahnstangenabschnitte mit dem System Riggenbach-Klose mit einer Gesamtlänge von 4,9 Kilometern auf.
Am 23. Januar 1931 wurde der elektrische Betrieb mit 1500 Volt Gleichstrom aufgenommen und der Name in St. Gallen-Gais-Appenzell-Bahn (SGA) geändert. Das schwierige Trassee mit den engen Kurven verlangte beim Bau der elektrischen Triebwagen BCFeh 4/4 für gemischten Adhäsions- und Zahnradbetrieb nach neuen Lösungen. Zwischen 1978 und 1983 konnten fünf der sechs Zahnstangenabschnitte durch Neutrassierungen beseitigt werden. Es verblieb vorerst nur der knapp einen Kilometer lange Zahnstangenabschnitt in der Ruckhalde zwischen St. Gallen und Riethüsli.

#### Trogenerbahn

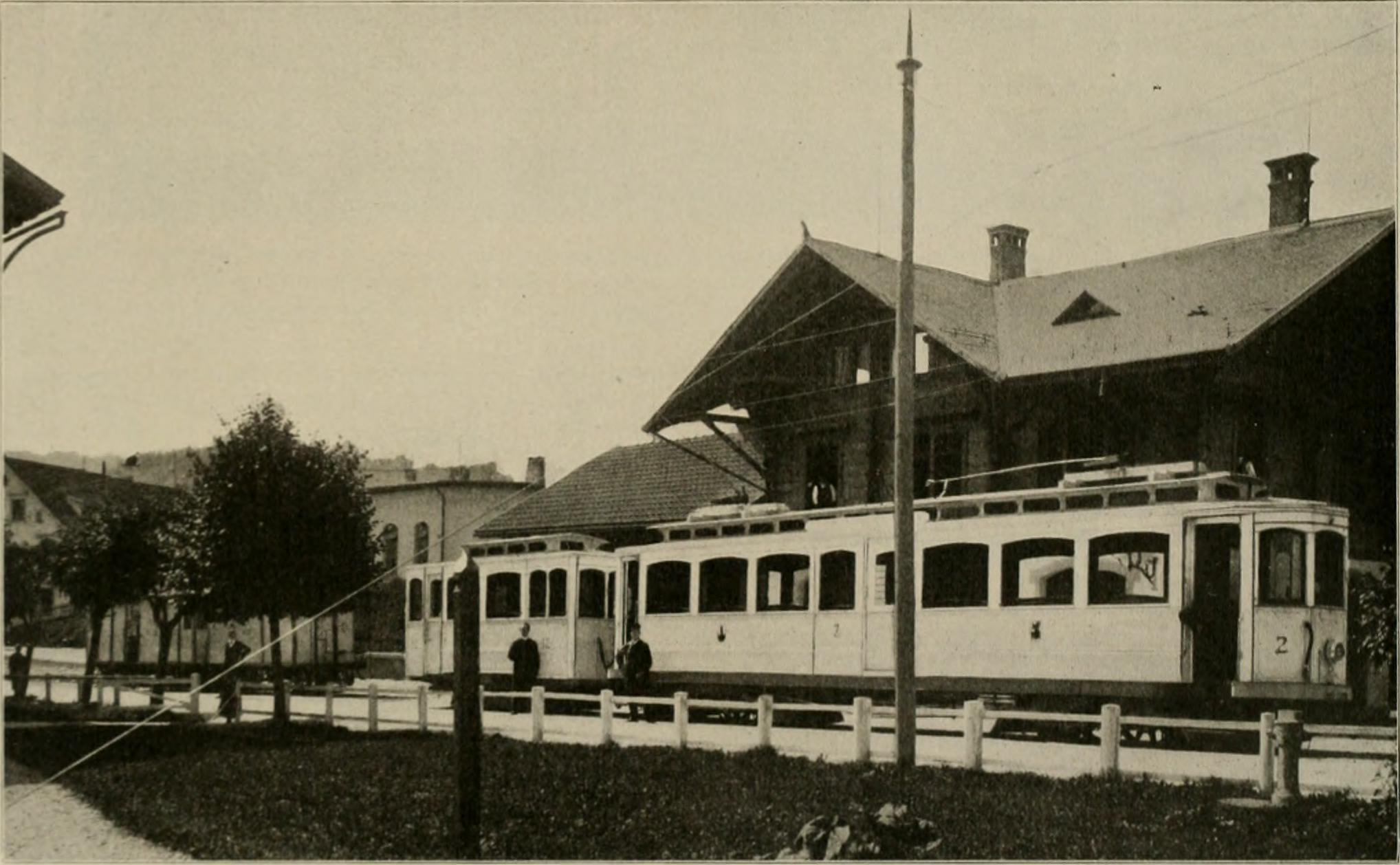
Zug der Trogenerbahn kurz nach der Eröffnung in Speicher

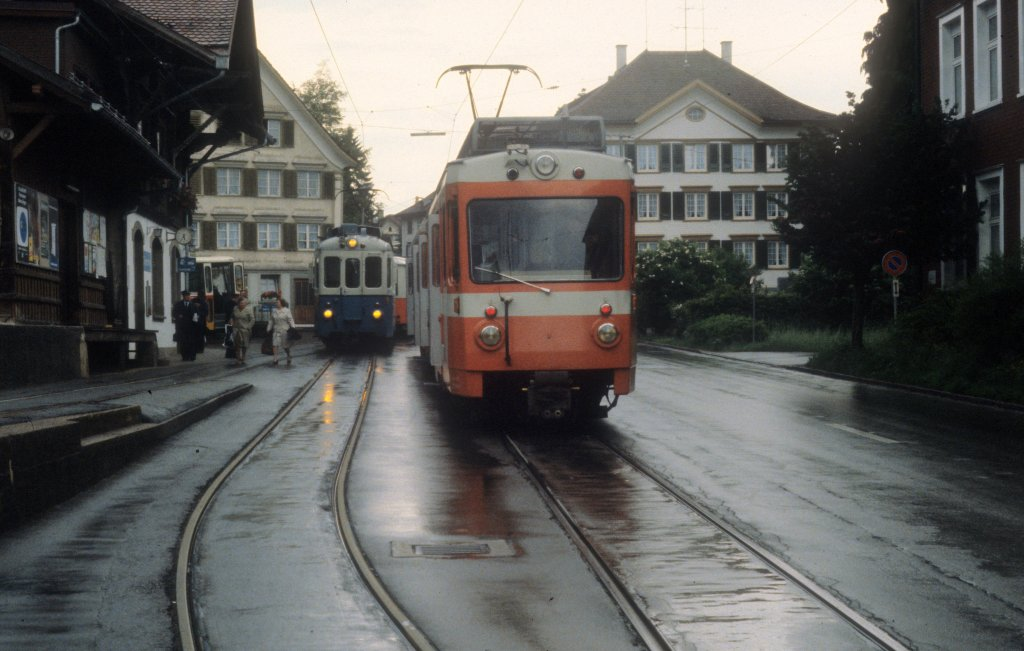
Kreuzung zweier Züge im Juni 1980 in Speicher

Die Strecke der Trogenerbahn (TB) wurde am 10. Juli 1903 eröffnet. Ursprünglich war die Strecke mit 750 Volt Gleichstrom elektrifiziert. 1921 wurde die Spannung auf 900 Volt erhöht, mit dem Ersatz der Umformergruppe in Speicher durch eine vollautomatische Quecksilberdampf-Gleichrichteranlage im Jahre 1928 schliesslich auf 1000 Volt. In der Innenstadt St. Gallens fahren die Züge auf den Gleisen der 1957 eingestellten Strassenbahn St. Gallen. Wegen der Kreuzungen mit dem städtischen Trolleybus beträgt die Fahrdrahtspannung auch heute noch nur 600 Volt.
Trotz der bescheidenen Betriebslänge konnte sich die Trogenerbahn erhalten. Das ursprünglich vollständig in Strasse verlaufende Gleis konnte im Laufe der Jahre zu einem grossen Teil auf Eigentrassee verlegt werden. Mit einer Steigung von bis zu 76 Promille war die Trogenerbahn bis zur Eröffnung des Ruckhaldetunnels die steilste schmalspurige Adhäsionsbahn in der Schweiz.

### Durchmesserlinie

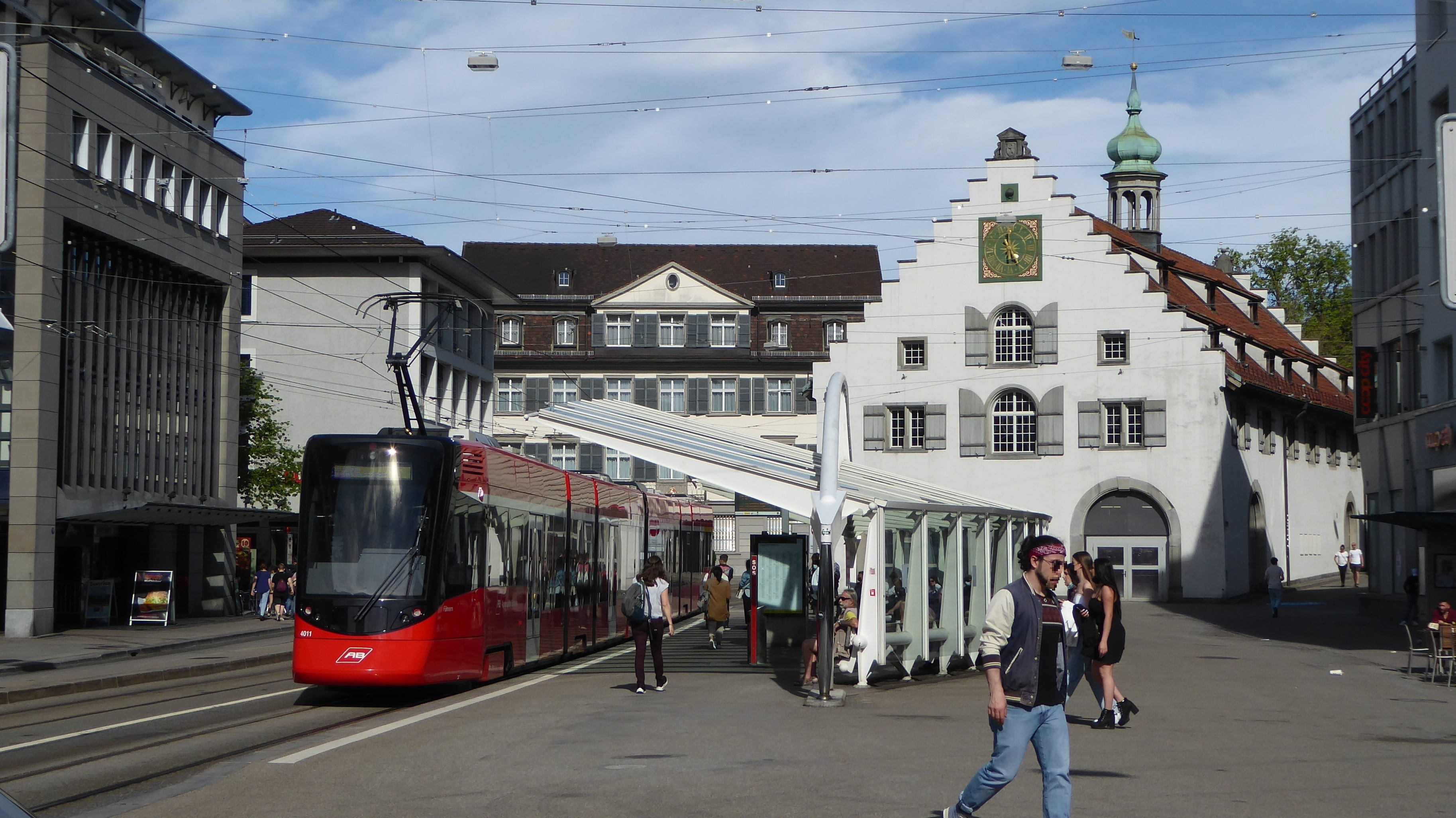
Ein von Appenzell nach Trogen fahrender Tango-Zug auf dem Marktplatz in St. Gallen

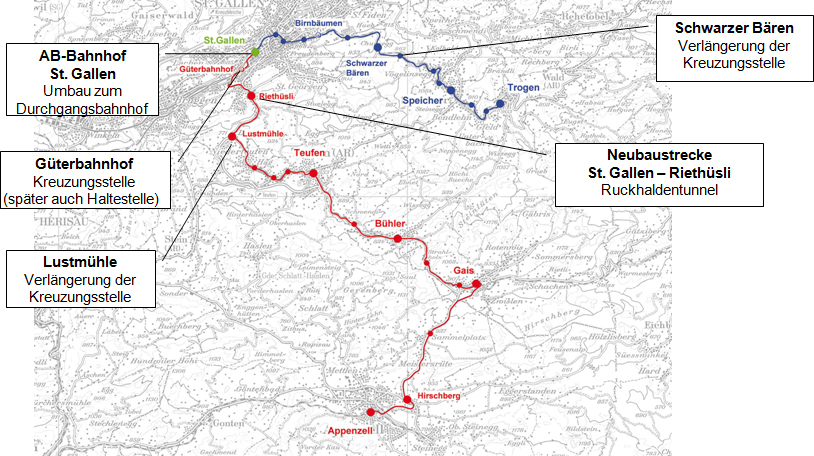
Die fünf Teilprojekte zur Realisierung der Durchmesserlinie

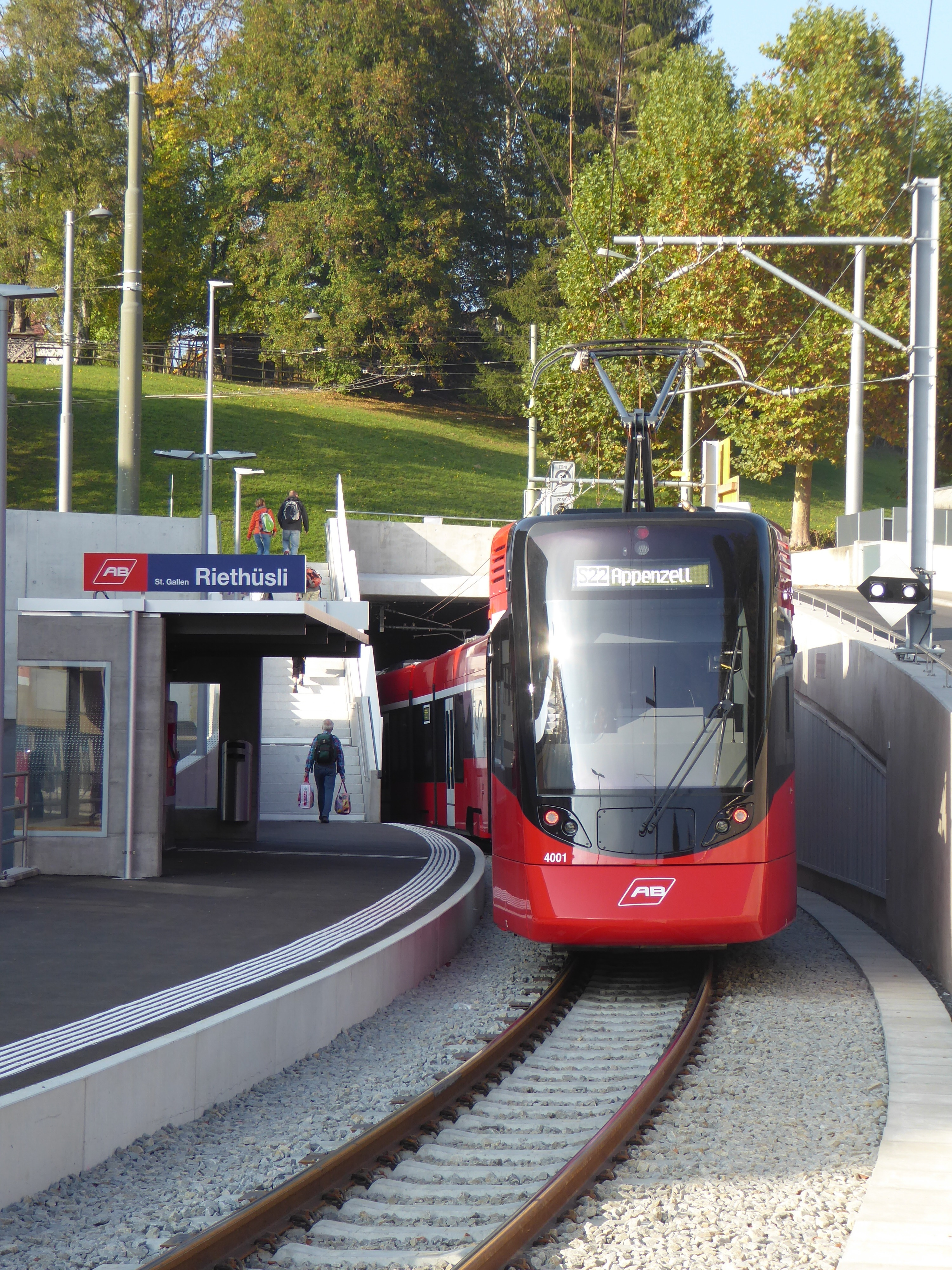
Der Ruckhaldetunnel ist das wichtigste Bauwerk zur Realisierung der Durchmesserlinie. Südportal des Ruckhaldetunnels und die neue Haltestelle Riethüsli.

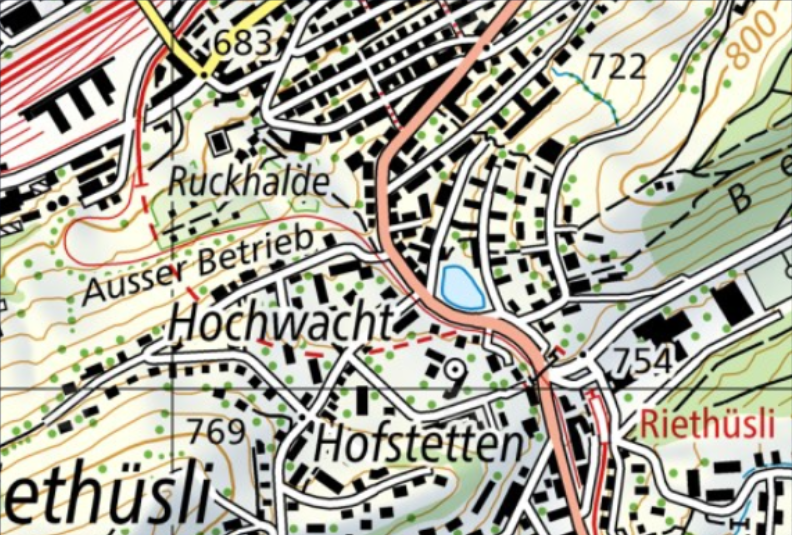
Karte mit Zahnstangenabschnitt in der Ruckhalde und dem 2018 in Betrieb genommenen Ruckhaldentunnel. Der Zahnstangenabschnitt ist beschriftet mit «Ausser Betrieb». Er wurde nach der Eröffnung des Tunnels abgebaut.

Seit den 1970er Jahren wurden Tunnels zwischen St. Gallen und dem Quartier Riethüsli geplant, um den letzten Zahnstangenabschnitt zwischen St. Gallen und Appenzell zu beseitigen. Alle diese Projekte scheiterten aus Kostengründen. Nachdem die Appenzeller Bahnen (AB) im Jahr 2006 mit der Trogenerbahn (TB), der Rorschach-Heiden-Bergbahn (RHB) und der Bergbahn Rheineck–Walzenhausen (RhW) fusioniert hatten, entschieden sich die Appenzeller Bahnen zum Ausbau des Angebots zwischen St. Gallen und Teufen zu einem 15-Minuten-Takt. Dazu war eine Fahrzeitverkürzung zwischen St. Gallen und Riethüsli notwendig, die nur mit einer Aufhebung des Zahnstangenabschnitts in der Ruckhalde möglich war: Die «Weltrekordkurve» in der Ruckhalde, wo mit einem Radius von nur 30 Metern und einer Steigung von 90 Promille die engste Zahnradkurve der Welt bestanden hatte, machte bei der Zahnstangeneinfahrt eine Geschwindigkeitsreduktion erforderlich. Um die unwirtschaftlichen Standzeiten der Züge im St. Galler Nebenbahnhof zu beseitigen, werden die Züge der Strecke Appenzell–St. Gallen mit der Trogenerbahn durchgebunden, obwohl die beiden Streckenäste sehr unterschiedliche Charakteristiken aufweisen.
Die Durchmesserlinie Appenzell–St. Gallen–Trogen wurde zu einem strategischen Schlüsselprojekt der Appenzeller Bahnen. Die erforderlichen Arbeiten wurden in fünf Teilprojekte unterteilt, von denen die Teilstrecke St. Gallen Bahnhof–Riethüsli mit dem rund 700 Meter langen Ruckhaldetunnel das aufwendigste und grösste war. Ausser dem Streckenneubau waren weitere Arbeiten nötig. So wurde die Fahrleitungsspannung auf 1500 V angeglichen; bisher war sie bei der Trogenerbahn 1000 V und bei der Gaiserbahn 1500 V. Der Bahnhof Teufen erhielt ein drittes Gleis, damit nebst den regelmässigen Taktkreuzungen dort in den Hauptverkehrszeiten Züge wenden können. Im AB-Bahnhof St. Gallen wurde ein spitz befahrener Gleiswechsel mit Abstellgleis gebaut und die Doppelspur vom Rathaus her bis zur St. Leonhardsbrücke verlängert. Um den Betrieb zu vereinfachen, wurden die sieben Stellwerke zwischen Niederteufen und Trogen durch zwei neue Anlagen ersetzt, die Komponenten der von Siemens neu entwickelten Stellwerkarchitektur SiGrid enthält. SiGrid verbindet die Aussenanlagen mit dem Stellwerk und versorgt sie mit 750 Volt Gleichstrom.
Die Durchmesserlinie bringt den Fahrgästen wesentliche Verbesserungen: Nebst dem 15-Minuten-Takt zwischen St. Gallen und Teufen werden die Anschlusse an die Intercity-Züge von und nach Zürich verbessert. Durch den Wegfall der technisch aufwendigen und im Betrieb teuren Zahnradstrecke in der Ruckhalde kann mit den neu beschafften Tango-Zügen ABe 8/12 komfortableres und leiseres, aber auch kostengünstigeres Niederflur-Rollmaterial eingesetzt werden. Die Tunnelstrecke der Durchmesserlinie macht sechs Bahnübergänge überflüssig, was die Verkehrssicherheit im Quartier Riethüsli wesentlich erhöht.
Im Frühjahr 2016 erfolgte der Baubeginn. An den Gesamtkosten von rund 90 Millionen Franken trugen die Kantone St. Gallen, Appenzell Ausserrhoden und Appenzell Innerrhoden sowie deren Gemeinden insgesamt 49 Millionen bei, den Rest finanzierte der Bund. Unabhängig von der Durchmesserlinie wird im Rahmen des Umbaus des St. Galler Bahnhofplatzes, der seit 2015 erfolgt, der Platz durchgehend mit einer Doppelspur versehen. Die Neubaustrecke wurde am 6. Oktober 2018 mit einem Volksfest eröffnet und am 7. Oktober dem fahrplanmässigen Betrieb übergeben.
Siemens nutzte den Betriebsunterbruch, um im September 2018 weltweit erstmals ein digitales Stellwerk zu betreiben. Dabei wurde das Stellwerk vom Siemens-Standort Wallisellen aus versuchsweise über ein öffentliches Datennetz betrieben.
→ Hauptartikel Digitales Stellwerk 
Die neue Station St. Gallen Güterbahnhof wurde mit dem Fahrplanwechsel 2022 in Betrieb genommen. Die zweigleisige Haltestelle verbessert zwar die Fahrplanstabilität, ist aber für die Fussgänger ungenügend erschlossen. Die Streckenbegradigung beim Güterbahnhof St. Gallen sowie eine Kreuzungsstelle Eggli zwischen Zweibrücken und Strahlholz erlaubten zwischen St. Gallen und Appenzell ab Fahrplanwechsel 2022 weitere vier Minuten Fahrzeitverkürzung und eine Verbesserung der Anschlüsse.
Eine endgültige Lösung kann jedoch frühestens 2035 die neue Ortsdurchfahrt in Teufen bringen.

## Streckenbeschreibung

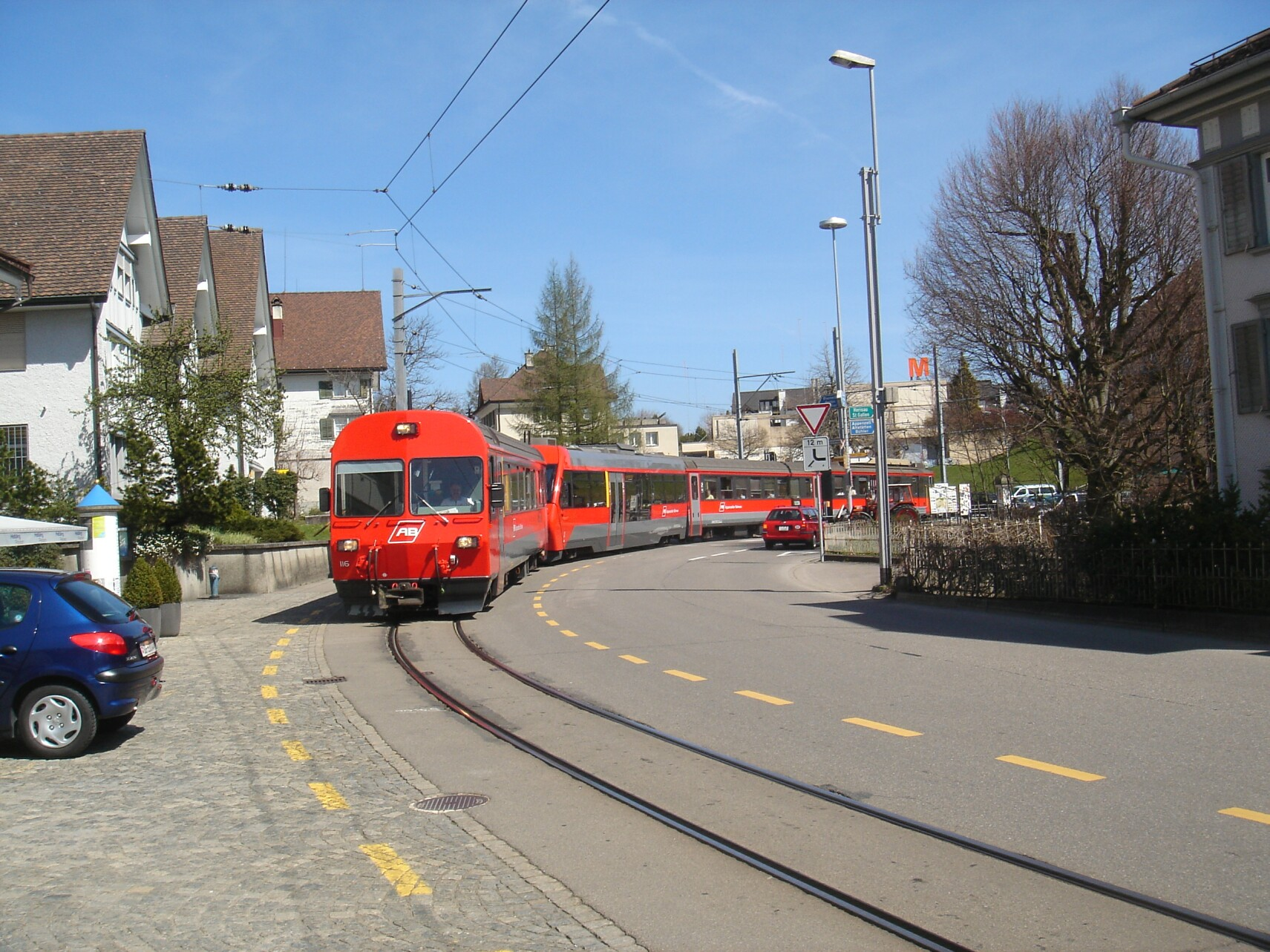
Die Trennung von Bahn und Strasse ist in Teufen noch nicht abgeschlossen

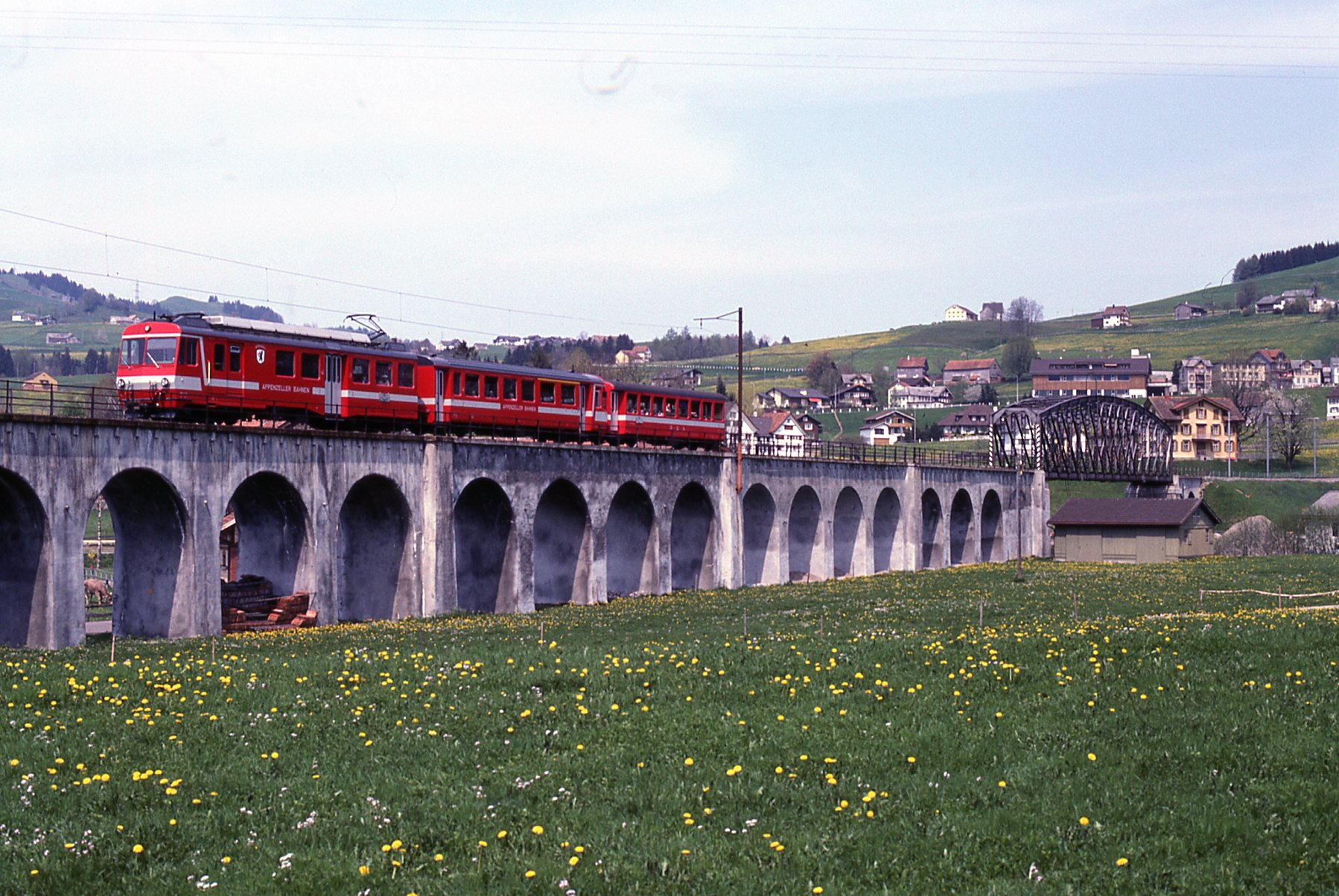
Zug mit BDeh 4/4 im Jahr 2011 auf dem Sitterviadukt bei Appenzell

Nachdem die Durchmesserlinie den Innerrhoder Hauptort Appenzell – der auch von den Zügen der Linie Gossau–Wasserauen der früheren Appenzeller Bahn bedient wird – verlassen hat, führt sie über den 296 Meter langen imposanten Sitterviadukt zur Hirschbergschleife, die einen prächtigen Ausblick auf Appenzell und den Alpstein bietet. Entlang der Strasse erreicht die Bahn nach einer Steigung die Kreuzungsstation Sammelplatz und nach etwa drei Kilometer Gefälle den Eingang des Ausserrhoder Dorfs Gais. Das nun eigene Trassee führt in einer engen 180°-Kurve in den Bahnhof Gais, wo die über den Stoss nach Altstätten fahrenden Züge warten und die Depot- und Werkstattgebäude der früheren SGA stehen.
Beim Dorfausgang trifft die Durchmesserlinie wieder auf die Kantonsstrasse. Im nun folgenden Gefälle befinden sich die Haltestellen Zweibrücken und Strahlholz. Vor dem Dorf Bühler wechselt die Bahn auf die linke Strassenseite. Bei der Haltestelle Steigbach überqueren die Züge wiederum die Kantonsstrasse. Nach der Goldibachbrücke und einer kurzen Steigung erreicht die Durchmesserlinie beim Hotel «Linde» die Ortschaft Teufen. Obwohl in Teufen die Bahn zu einem grossen Teil auf einem eigenen Trassee verläuft, verlangen die unzähligen Einmündungen und die Zufahrten zu den einzelnen Häusern von den Verkehrsteilnehmern grösste Aufmerksamkeit. Im grosszügigen Bahnhofsgebäude von 1909 sind neben Verkaufslokalen auch andere Mieter wie etwa die Kantonspolizei zu finden.

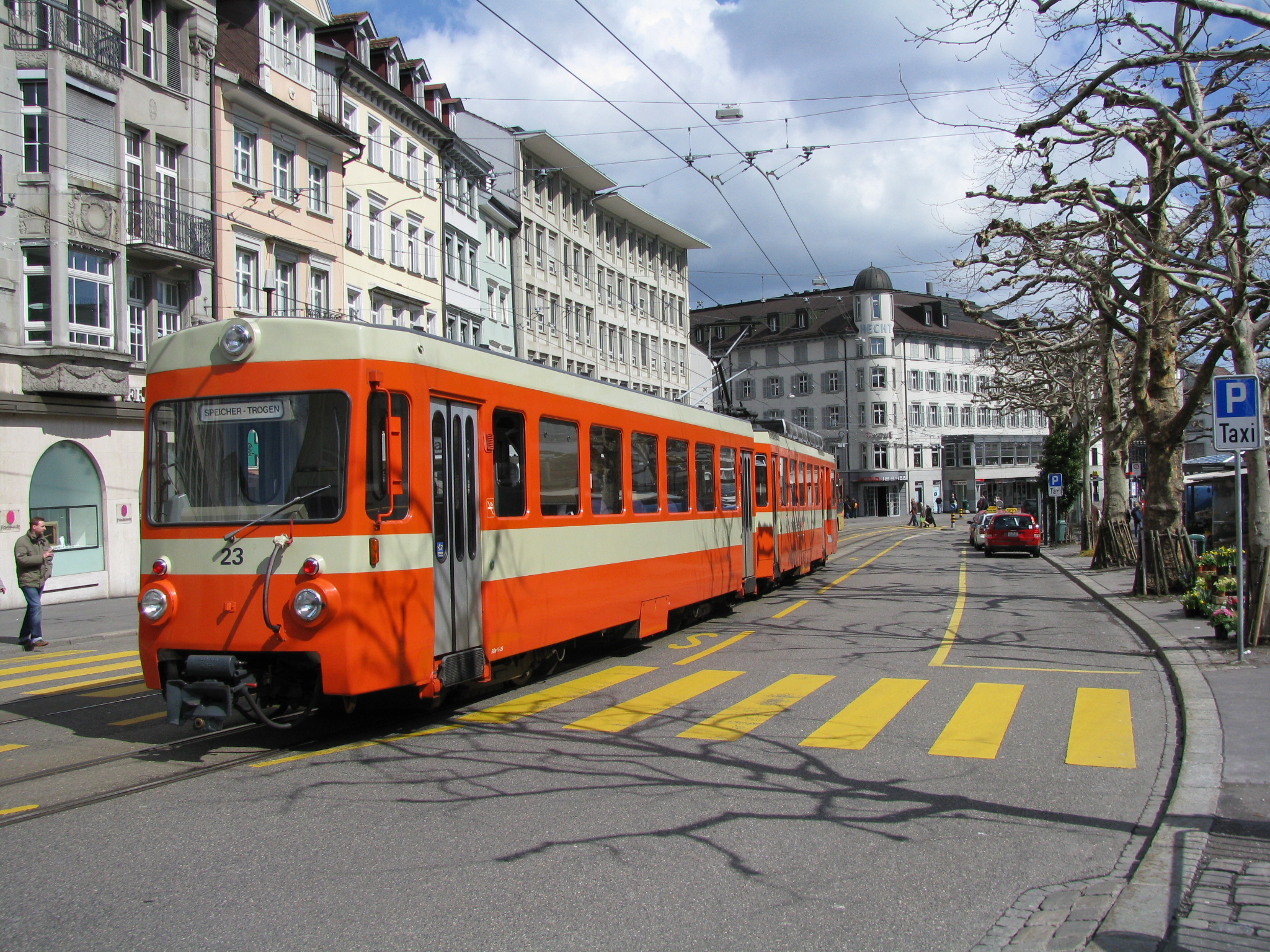
BDe 4/8 23 im Jahr 2008 im Innenstadtbereich St. Gallens beim Marktplatz

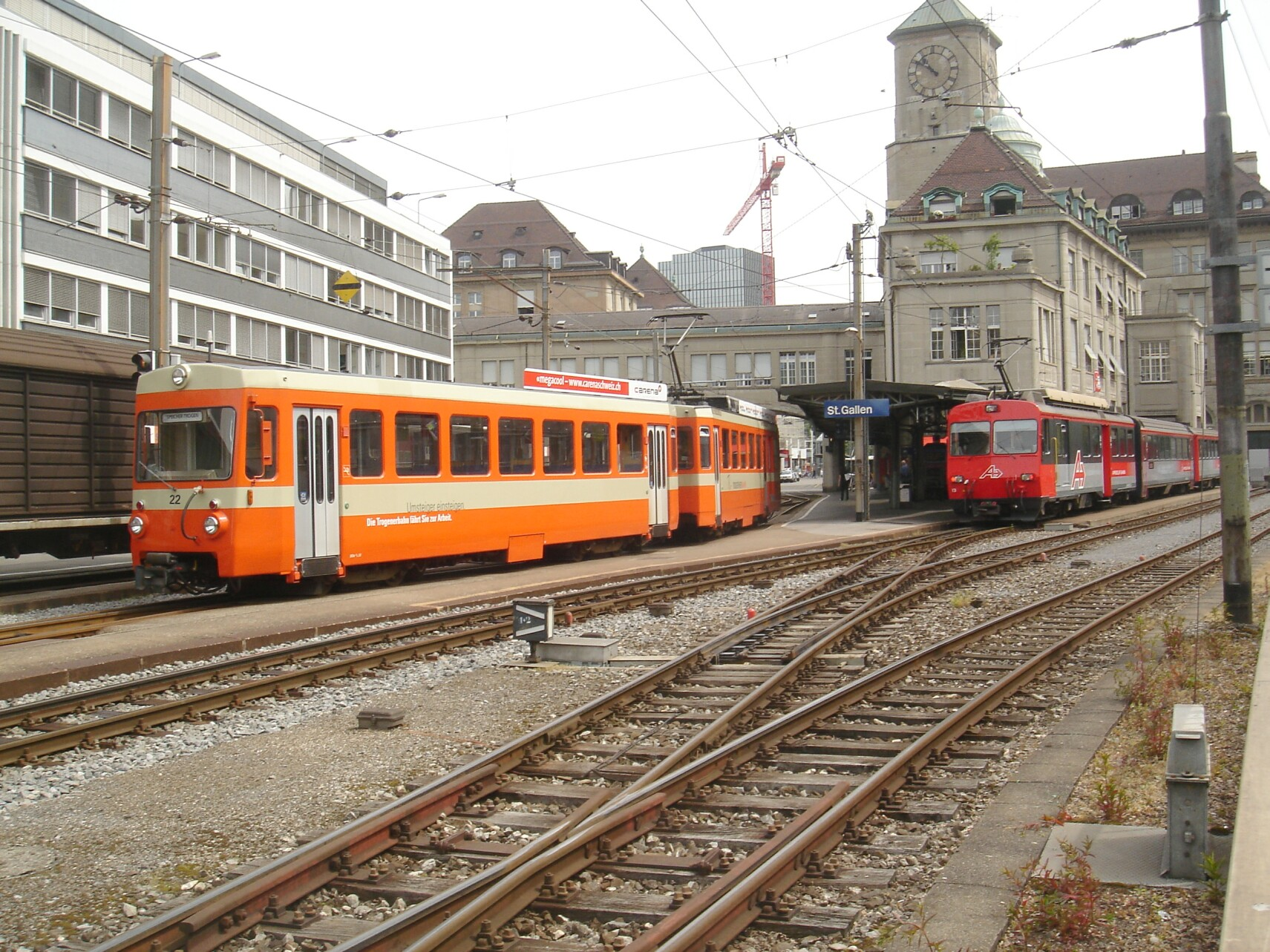
Nebenbahnhof St. Gallen vor Eröffnung des Ruckhaldetunnels mit einem Zug nach Trogen links des Aufnahmegebäudes und nach Appenzell rechts des Aufnahmegebäudes

Stofel, Sternen, Niederteufen und Lustmühle sind weitere Haltepunkte, bevor das St. Galler Quartier Riethüsli erreicht wird. Bis 2018 erfolgten die Zugkreuzungen in der 300 Meter vor der Haltestelle Riethüsli liegenden Dienststation Liebegg. Seit 2018 führt der Ruckhaldetunnel auf 80 Promille Gefälle rund 70 Höhenmeter hinunter zum Plateau des einst bedeutungsvollen SBB-Güterbahnhofs St. Gallen. Der Ruckhaldetunnel löste den letzten noch verbliebenen Zahnstangenabschnitt mit der eindrücklichen Aussicht auf die westlichen Stadtteile und der engen Ruckhaldekurve ab. Der Tunnel machte auch die circa 300 Meter lange gemeinsame Fahrdrahtaufhängung mit dem Trolleybus St. Gallen überflüssig. Aufgrund der geringeren elektrischen Spannung beim Trolleybus waren beide Verkehrsmittel elektrisch voneinander isoliert. Der Streckenabschnitt mit der zur St. Leonhardsbrücke führenden S-Kurve wird Ende 2021 durch einen neuen Doppelspurabschnitt entlang der SBB-Strecke St. Gallen–Winterthur ersetzt. Nach dem Unterqueren der St. Leonhardsbrücke erreichen die Züge den sogenannten St. Galler Nebenbahnhof, wo ein Verbindungstrakt den gedeckten Zugang zu den normalspurigen Zügen von SBB, SOB und Thurbo erlaubt.
Im Nebenbahnhof beginnt der Innenstadtbereich, wo die Fahrdrahtspannung nur 600 Volt statt 1500 Volt beträgt und die Durchmesserlinie bis zum Brühltor parallel zum Trolleybus St. Gallen der VBSG verkehrt. Dieser Streckenabschnitt wird aus einer gemeinsamen Gleichrichterstation gespeist. Ursprünglich fuhren die Züge nach Trogen im Stadtbereich auf den Gleisen der 1957 eingestellten Strassenbahn St. Gallen, heute gehört auch diese Schieneninfrastruktur den Appenzeller Bahnen. Nach der Übernahme der Gleisanlage von der Stadt St. Gallen 1959 musste die Trogenerbahn in der Bahnhofstrasse zwischen dem Bahnhofplatz und dem Schibenertor das zweite Gleis zurückbauen. Erst seit 1978 ist die Bahnhofstrasse wieder doppelspurig befahrbar.

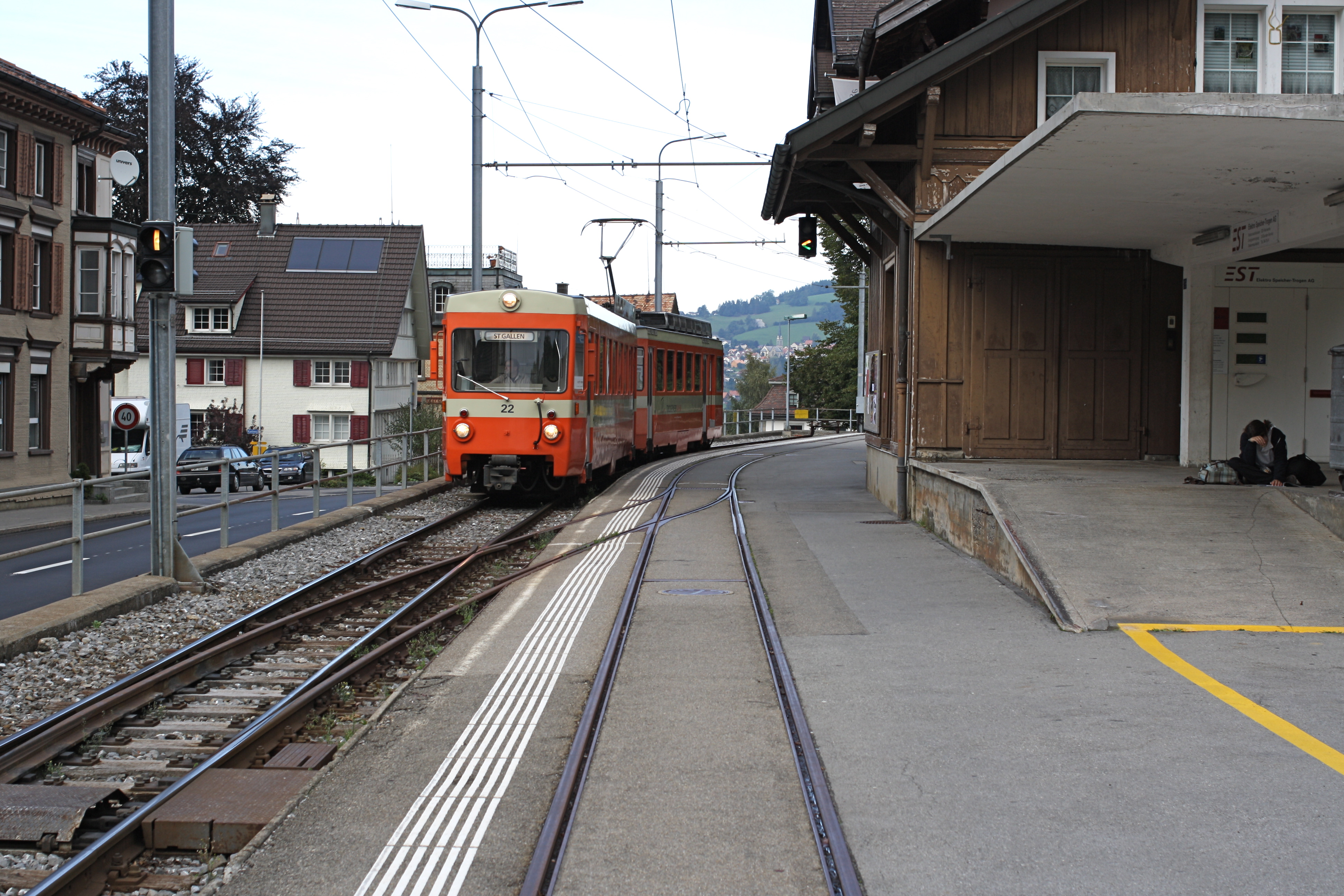
Endbahnhof Trogen mit BDe 4/8 22

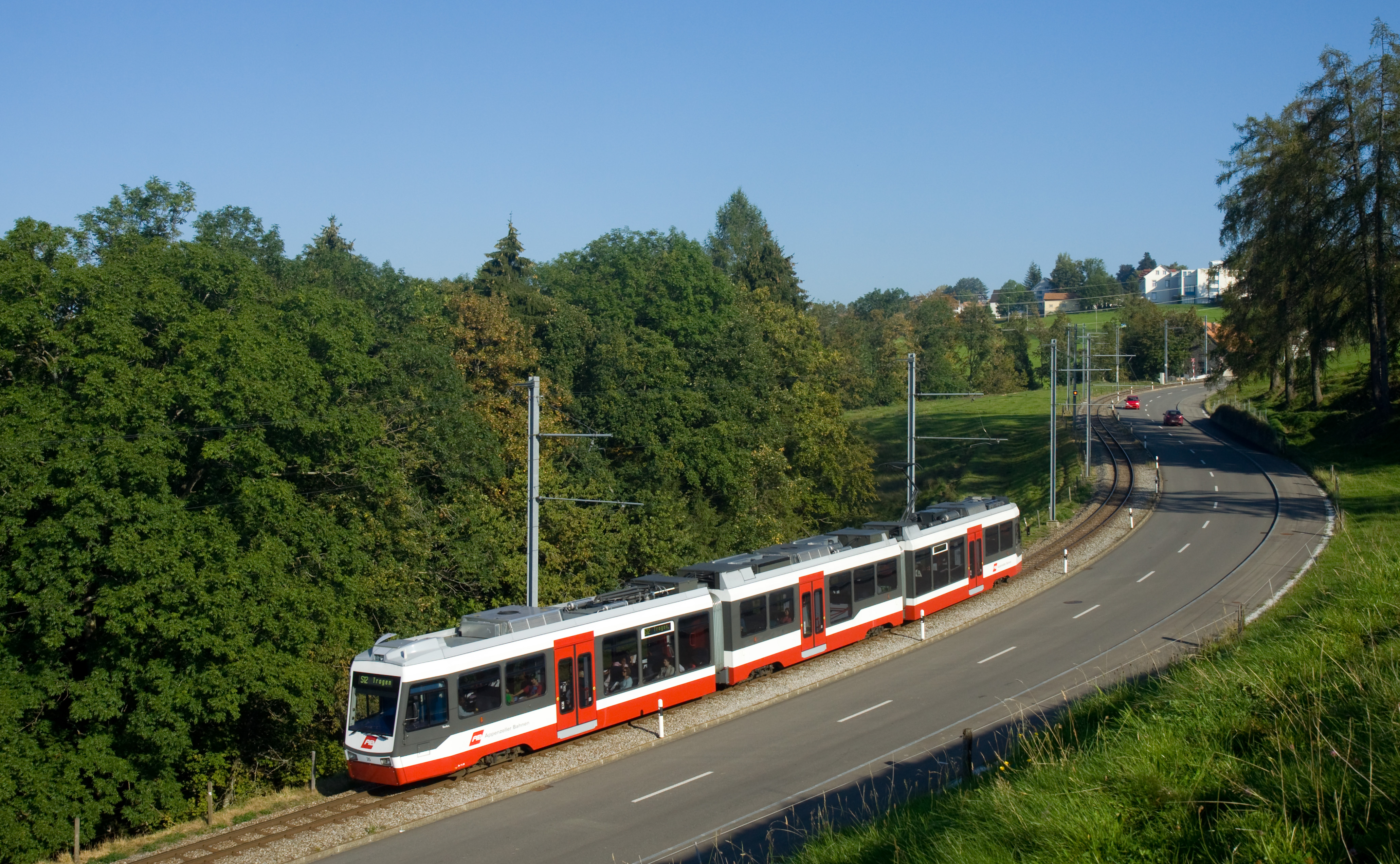
Ein Be 4/8 in der Steigung zwischen Rank und Vögelinsegg

Auch über den Verkehrsknoten Brühltor hinaus ist die Durchmesserlinie eine Strassenbahn. Sie verkehrt bis zur Station Schülerhaus auf einer doppelspurigen Strecke im Rechtsverkehr und auf Rillenschienen im Strassenplanum. Die befahrenen Strassen sind allerdings für den übrigen Verkehr teilweise nur in einer Fahrtrichtung geöffnet. Die Fahrzeuge sind hierfür auch mit Blinkern und – neben der eisenbahntypischen Signalpfeife – mit einer Klingel ausgerüstet.
Im weiteren Verlauf folgt die Bahn der Kantonsstrasse St. Gallen–Speicher–Trogen. Ab Schülerhaus steht ihr dabei ein eigener Gleiskörper mit Vignolschienen zur Verfügung. In diesem Abschnitt besitzt die Strecke den Charakter einer Überlandstrassenbahn, die Zugkreuzungen an den Ausweichstellen erfolgen im bei Schweizer Eisenbahnen üblichen Linksverkehr. Ursprünglich waren auch auf diesem Abschnitt die Gleise durchwegs in die Strasse integriert. Ab 1953 wurden die Gleise mit Investitionshilfen nach dem Privatbahnhilfegesetz, später nach Eisenbahngesetz auf Eigentrassee verlegt. Das letzte Teilstück im Dorf Speicher, einschliesslich des Bahnhofs, wurde erst 1997 von der Strasse abgetrennt.
Der steile Abschnitt zwischen Schülerhaus und Notkersegg bietet einen guten Ausblick auf die Stadt St. Gallen. Bei der Kreuzungsstelle Schwarzer Bären erblicken die Reisenden den Wenigerweiher und nach dem Haltepunkt Rank den Bodensee. Kurz nach dem Kulminationspunkt beim Schlachtdenkmal Vögelinsegg wechselt das Trassee von der linken zur rechten Seite der Strasse und gelangt zur Haltestelle Schützengarten und dann zum Bahnhof Speicher, wo sich Depot und Werkstätte der früheren Trogenerbahn befinden. Nach der Haltestelle Bendlehn überqueren Bahn und Kantonsstrasse den Sägibach, ein Seitengewässer der Goldach, und erreichen nach dem Haltepunkt Gfeld die Endstation im früheren Landsgemeindeort Trogen.

## Streckenblocksystem auf dem Abschnitt St. Gallen–Trogen

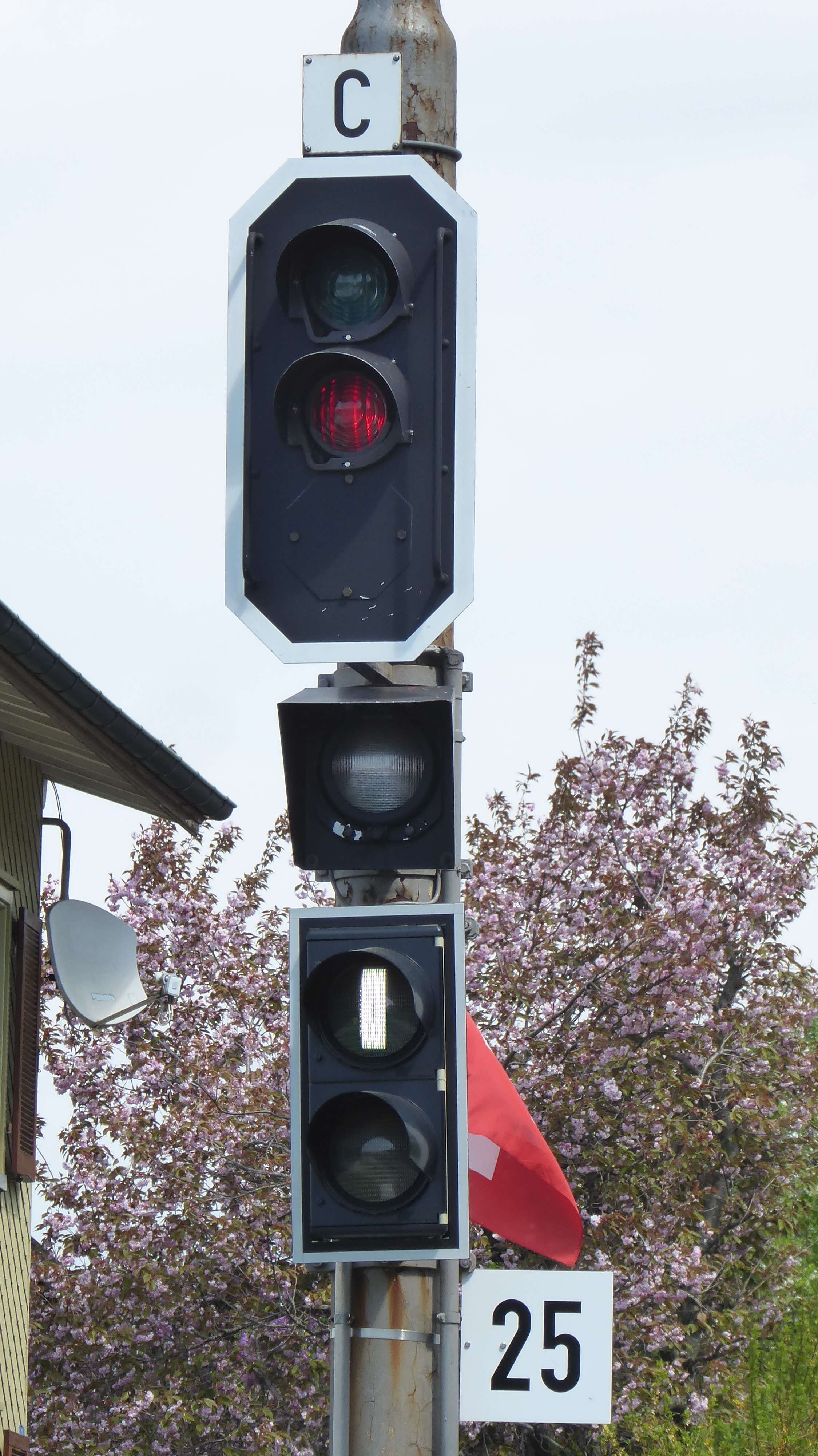
Vögelinsegg, Halt, der Lokführer kann die Freigabe des Signals anfordern

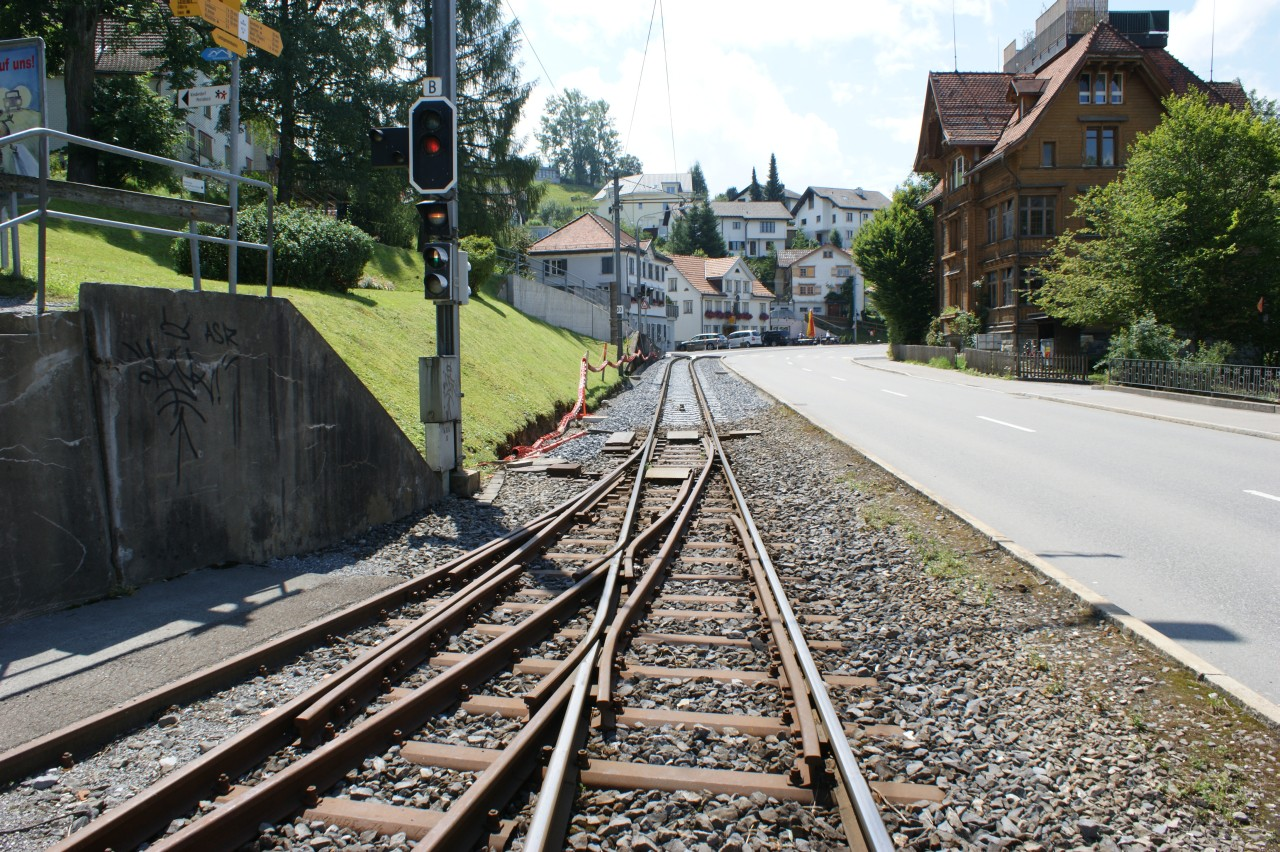
Ausfahrsignal in Trogen. Das Signal zeigt Halt, eine Freigabe des Signals ist nicht möglich.

Beim Blocksystem auf dem Abschnitt St. Gallen–Trogen dürfen in einem Blockabschnitt zwei Züge im Zugfolgebetrieb verkehren, wobei der hintere Zug auf Sicht fahren muss. Ein Besetztsignal zeigt den Zustand des Blockabschnitts an. Der Zugfolgebetrieb kam an Grossverkehrstagen wie bei der letztmals 1996 in Trogen durchgeführten Landsgemeinde oder an Wochenenden mit günstigen Schneeverhältnissen zum Einsatz. Seit den 1990er Jahren konnte der abnehmende Wintersportverkehr meist ohne Extraleistungen bewältigt werden.
Der Ablauf ist wie folgt:
- Signal zeigt Halt, ohne Besetztsignal.
Der Triebfahrzeugführer kann mit einer Signaltaste im Führerstand das Signal anfordern.
- Strecke wird geblockt, das Signal wechselt auf Fahrt.
- Über einen Magnetempfänger im Gleis wird das Signal nach Vorbeifahrt des Zuges auf Halt gestellt. Zusätzlich leuchtet das Besetztsignal auf.
- Ungefähr 200 bis 300 m nach dem Signal befindet sich ein weiterer Magnetempfänger – das Besetztsignal erlischt.
- Der Folgezug kann jetzt das Signal erneut anfordern, wobei in diesem Fall das Signal Fahrt mit Besetztsignal zeigt, damit der Triebfahrzeugführer weiss, dass er einem Vorzug auf Sicht folgen muss.[21]

| Signalbild | Fahr- begriff | Beschreibung |
| ---------- | ------------- | --- |
|            | Halt          | Das Besetztsignal ist dunkel, der Triebfahrzeugführer kann die Freigabe des Signals anfordern. Das liegende Kreuz ist ein aufgemaltes Rangierverbot-Signal. |
|            | Halt          | Freigabe des Signals nicht möglich. Das kann folgende Gründe haben: - Ein vorausfahrender Zug ist noch nicht weit genug von der Station entfernt. - Es sind bereits zwei Züge im betreffenden Abschnitt unterwegs. - Ein Zug aus der Gegenrichtung ist unterwegs. - Andere Gründe: im Bahnhof Speicher beispielsweise liegt hinter dem Ausfahrsignal ein Bahnübergang. Das Besetztsignal erlischt erst, wenn der Bahnübergang gesichert ist. |
|            | Frei          | Ausfahrt aus Gleis 1, die Strecke ist frei. |
|            | Frei          | Ausfahrt aus Gleis 1, die Strecke ist besetzt. Fahrt auf Sicht. |

## Betrieb

### Bis 2018

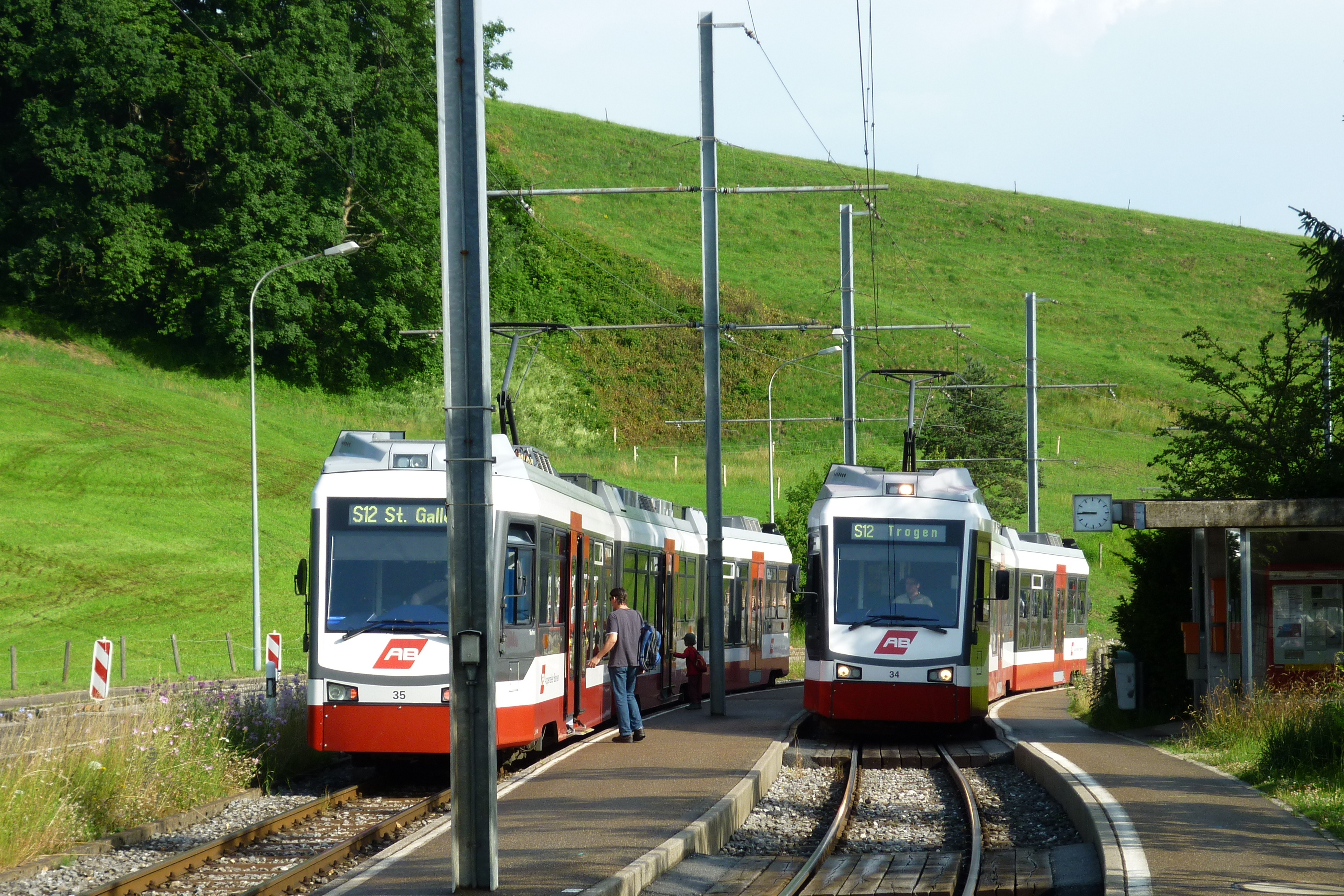
Kreuzung zweier Be 4/8 in der Station Schwarzer Bären (2012)

Vor der Eröffnung des Ruckhaldetunnels war die Strecke St. Gallen–Appenzell als Linie S 22 in die S-Bahn St. Gallen integriert. Die Züge verkehrten im Halbstundentakt und bestanden aus einem BDeh 4/4, einem Zwischenwagen und einem Steuerwagen. Jeder zweite Zug führte einen Niederflursteuerwagen. Im werktäglichen Spitzenverkehr von Appenzell nach St. Gallen verkehrte morgens hin und abends zurück ein beschleunigter Zug, welcher die Strecke in 39 statt den üblichen 43 Minuten bewältigte. Zwei Morgen- und mehrere Abendzüge wurden durch Autobuskurse ersetzt.
Die Strecke St. Gallen–Trogen als S 21 war tagsüber im Halbstunden-Takt mit zwei Umläufen bedient, während der Hauptverkehrszeiten wurde dieser auf einen Viertelstunden-Takt mit vier Be 4/8 verdichtet. Mit Ausnahme von Speicher sind alle Zwischenstationen Haltestellen auf Verlangen. Gekreuzt wird planmässig in der Haltestelle Schwarzer Bären, in den Hauptverkehrszeiten zusätzlich in Speicher und beim Spisertor. Die Trogenerbahn wickelte den Güterverkehr bis Mitte 1991 weitgehend als «Mitläuferverkehr» mit Personenzügen ab. Noch bis 2007 gab es Posttransporte in Güterwagen.

### Seit Eröffnung der Durchmesserlinie

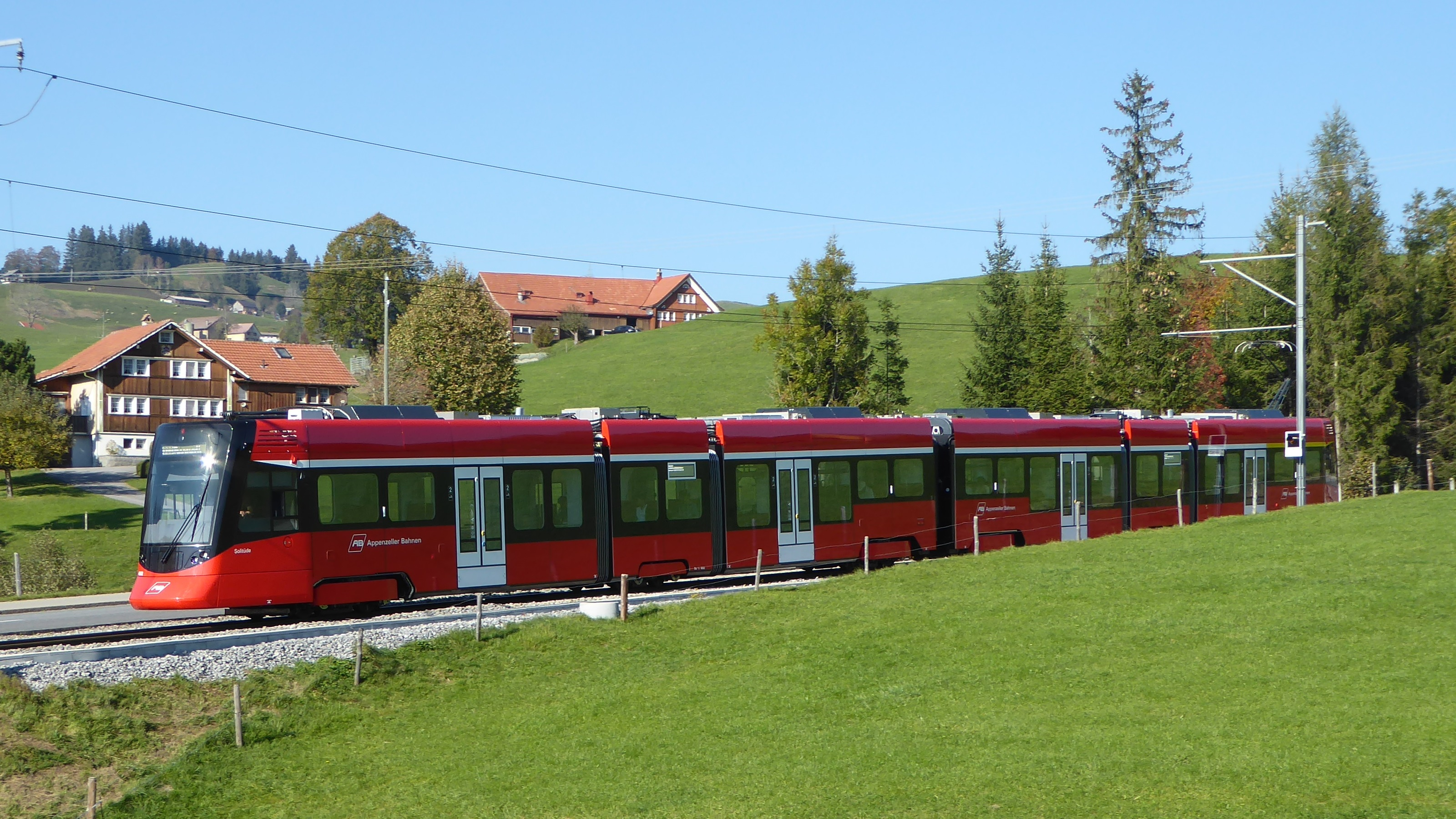
ABe 8/12 «Tango» aus dem Jahr 2018 zwischen Sammelplatz und Hirschberg

Im Fahrplanjahr 2019 wurde das bisherige Angebot grundsätzlich beibehalten und mit einem zusätzlichen beschleunigten Zug Appenzell–St. Gallen in Lastrichtung ergänzt. Die durchgehenden Züge Appenzell–Trogen werden als S 21 bezeichnet, die Verbindungen Teufen–Trogen als S 22. Die bisherigen abendlichen Busverbindungen werden durch Züge erbracht.
Die durch den Ruckhaldetunnel ermöglichte Fahrzeitverkürzung von zwei Minuten ermöglicht das Verlegen der Zugskreuzungen von der Dienststation Liebegg zur Haltestelle Lustmühle, die dazu verlängert wurde.
Ab der Eröffnung des Ruckhaldetunnels wird der gesamte Verkehr durch elf 2,40 Meter breite Tango-Gelenktriebwagen ABe 8/12 abgewickelt, für die das Lichtraumprofil der Trogenerbahn massgebend ist. Die bisher auf der Strecke St. Gallen–Appenzell eingesetzten Fahrzeuge sind 25 Zentimeter breiter. Bei grösseren Unterhaltsarbeiten wird darauf geachtet, dass beim nächsten Generationenwechsel des Rollmaterials 2,65 Meter breite Fahrzeuge beschafft werden können. Mit den neuen Fahrzeugen stehen den Fahrgästen zwischen St. Gallen und Trogen erstmals zwei Wagenklassen zur Verfügung.

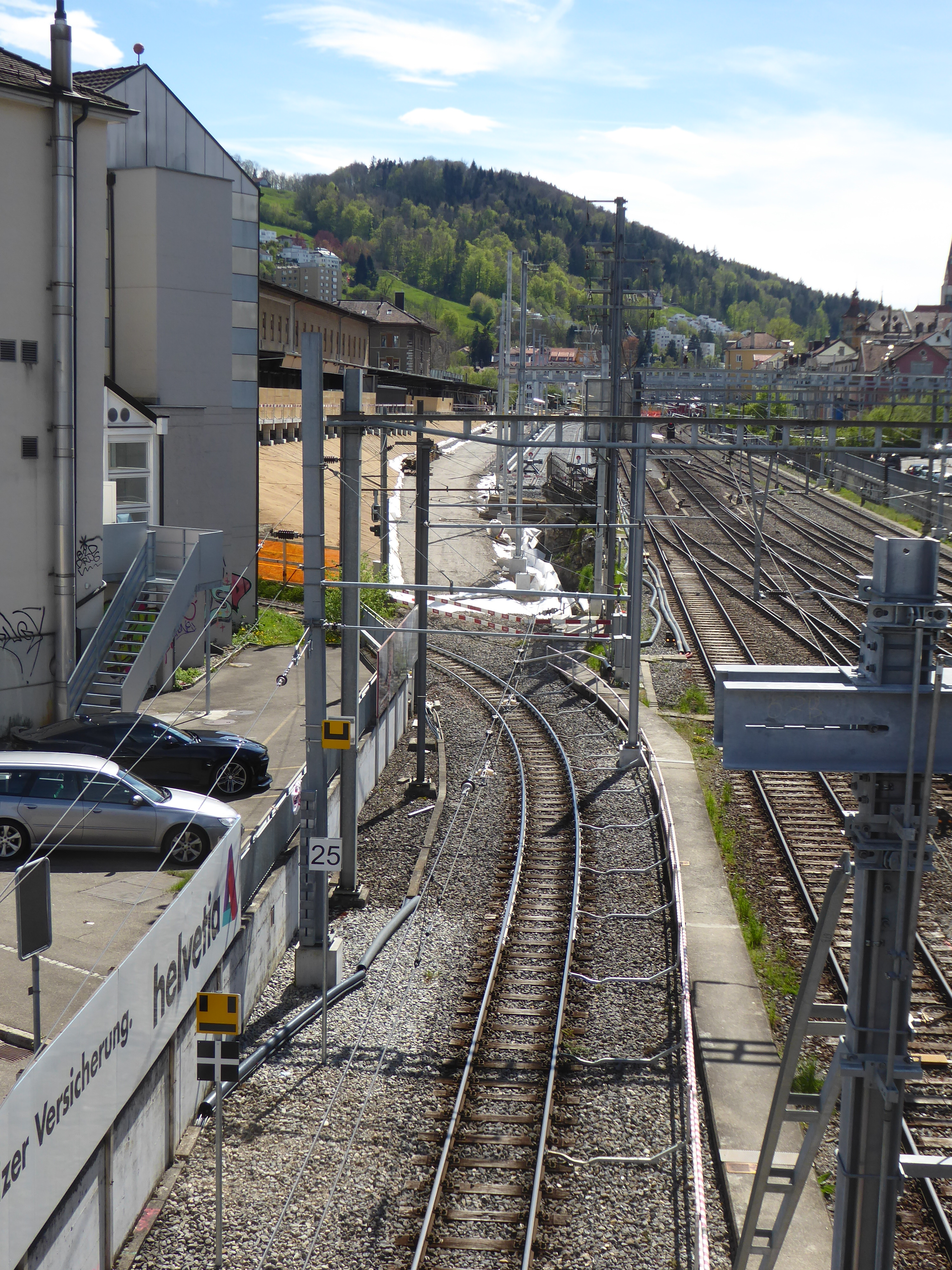
Bauarbeiten im Jahr 2021 an der Streckenbegradigung beim Güterbahnhof St. Gallen. Im Vordergrund Systemtrennstelle 600/1500 Volt.

Die Tango-Züge sind mit einer Rekuperationsbremse ausgerüstet, die bei Talfahrten ein Rückspeisen der Bremsenergie ins Fahrleitungsnetz erlaubt. Diese Energie konnte jedoch nur genutzt werden, wenn gleichzeitig ein Zug bergwärts fuhr. Seit 2020 ist auf dem steigungsreichen Abschnitt St. Gallen–Vögelinsegg ein rückspeisefähiges Unterwerk in Betrieb, mit dem der überschüssige Bremsstrom ins öffentliche Mittelspannungsnetz gespeist wird.

### Projekte
Die Werkstätte Gais wird durch ein neues Servicezentrum in Schwende abgelöst, in Speicher werden dann nur noch Unterhaltsarbeiten und kleinere Reparaturen durchgeführt.
Für die Gewährleistung der IC-Anschlüsse am Bahnhof St. Gallen im Fahrplankonzept 2035 wird eine Doppelspur durch Teufen notwendig. Die Doppelspur stösst bei einem Teil der Teufner Bevölkerung auf Widerstand. Als Alternative zu einer offenen Linienführung durch das Dorf gaben die Appenzeller Bahnen eine Machbarkeitsstudie für einen doppelspurigen Tunnel zwischen dem Bahnhof Teufen und Stofel in Auftrag.

## Trivia
Ein 88 Meter langes Stück der Ruckhalden-Zahnradstrecke wurde im Jahr 2018 eingelagert, um sie als Denkmal in die dort geplante Wohnüberbauung zu integrieren.